# Luba Shumeyko
Luba Shumeyko (Kiev, Unión Soviética, 8 de abril de 1982) es una modelo y fotógrafa ucraniana.

## Biografía
Aunque estudió diseño de modas en la Universidad Tecnológica de Kiev, ha sido su carrera como modelo la que la ha hecho famosa en todo el mundo. Luba está casada con el fotógrafo noruego Petter Hegre.
Tiene una hermana gemela, Nadia Shumeyko, que solía posar con ella para Petter, pero actualmente está posando en las pasarelas convencionales.
Tras hacerse con el certamen de Miss local, Luba apareció por primera vez en la red en el sitio web de MET-ART, ganando una gran popularidad en el de su marido, Hegre-Archives.com (renombrado en diciembre de 2005 a Hegre-Art.com), como Primera Dama de Hegre-Archives. El logotipo de la compañía y del sitio web está basado en una imagen de su rostro.
En 2005 se convirtió en fotógrafa de la revista The New Nude. Ha aparecido también posando para los fotógrafos Didier Carré y en la revista Perfect 10.